# Сикейра, Гильерме
Гилье́рме Мадале́на Сике́йра (порт. Guilherme Madalena Siqueira; 28 апреля 1986, Бигуасу, Бразилия) — бразильский футболист, защитник.
Гильерме родился в бразильском городе Бигуасу. До своего совершеннолетия обучался в академиях ведущих бразильских клубов: «Фигейренсе», «Ипатинга», «Аваи». В 18 лет перешёл в итальянский «Интер» за 125 тысяч фунтов. В 2010 году пополнил ряды испанской «Гранады», в составе которой провёл 3,5 года, сыграл более 100 матчей и забил 12 голов. В сезоне 2013/14 перешёл в «Бенфику», с которой дошёл до финала Лиги Европы, а также сделал национальный требл (Кубок страны, чемпионат и Кубок лиги). Летом 2014 года Сикейру приобрёл мадридский «Атлетико» на замену ушедшему из клуба Филипе Луису.

## Клубная карьера

### Ранняя карьера
В возрасте 18 лет Сикейра перешёл в «Интернационале» из «Ипатинги» в августе 2004 года. Его трансфер обошёлся в € 125000. Он также играл за клубы «Фигейренсе» (его первый клуб) и «Аваи» до перехода в «Интер».
В январе 2006 года он отправился в аренду в «Лацио».

### «Удинезе»
11 августа 2006 года, он перешёл в «Удинезе» на правах совместного владения за 750 тысяч евро. Сикейра так и не стал игроком основного состава «Удинезе», выйдя в сезоне 2006/07 в стартовом составе 3 раза и на замену в 13 матчах. Он дебютировал в чемпионате Италии 10 сентября 2006 года в матче против «Мессины» (0:1). В сезоне 2007/08 Сикейра остался в «Удинезе», но играл очень редко. Так как «Удинезе» не выкупил все права на игрока у «Интернационале», Сикейра был отдан в аренду «Анконе». В сезоне 2008/09 с «Анконой» Сикейра снова стал регулярно играть за клуб, сыграв в 24 играх в лиге и забив свой первый гол в профессиональной карьере.
В июне 2009 года Сикейра вернулся в «Удинезе», который выкупил все права на него. 10 января 2010 года он вышел на замену на 71-й минуте, сыграв свой первый матч в сезоне. Затем он сыграл ещё в двух матчах за клуб, выйдя на замену.

### «Гранада»
В 2010 году Сикейра присоединился к «Гранаде» на правах аренды в рамках партнёрского соглашения с «Удинезе», по которому различные игроки присоединились к «Гранаде» из итальянского клуба. В своём первом сезоне в Испании Сикейра регулярно стал играть за свой новый клуб в Сегунде и помог «Гранаде» выйти в чемпионат Испании, несмотря на то, что удалялся с поля три раза в 34 матчах чемпионата. После удачного первого сезона с Гранадой 30 июня 2011 года он подписал новый контракт с клубом на четыре года, а его контракт с «Удинезе» истёк.
20 марта 2012 года он забил дубль в матче против «Барселоны» на Камп Ноу. Сикейрой вскоре начали интересоваться другие клубы для подписания с ним контракта. Например, «Валенсия» и «Бенфика» стремились подписать с ним контракт. Однако Сикейра продлил свой контракт до 2017 года.
В конце сезона 2012/13, в котором клуб финишировал на 15 месте, Сикейра объявил, что он намерен покинуть клуб в летнее трансферное окно. Однако в эксклюзивном интервью Marca он заявил, что он счастлив в «Гранаде» и не покинет её. Несмотря на это, за Сикейрой начали следить клубы из английской Премьер-лиги «Эвертон», «Ливерпуль» и «Сток Сити».
В апреле 2014 года мадридский «Реал» сделал предложение по Сикейре «Гранаде», и переход был обговорён. Тем не менее, он был отклонён президентом клуба, Энрике Пиной.

#### Аренда в «Бенфику»
На самых последних минутах трансферного окна Сикейра был отдан в аренду на год «Бенфике» с возможностью перейти в клуб за 7 млн евро. Он играл в победном финале Кубке португальской лиги с «Риу Аве» (2:0), и отыграл 99 минут в проигранном по пенальти финале Лиги Европы против клуба «Севилья». «Бенфика» также выиграла титул чемпиона Португалии, в чемпионате Сикейра сыграл в 18 матчах и забил один раз, в матче против «Насьоналя», закончившемся победой со счётом 2:0.

### «Атлетико Мадрид»
11 июня 2014 года он перешёл в стан новых чемпионов Ла Лиги, «Атлетико Мадрид», заключив четырёхлетний контракт на 10 млн евро. После перехода в клуб, Сикейра сказал: «Я ни секунды не сомневался».

### «Валенсия»
В 2016 году Сикейра перешёл в «Валенсию» в аренду до 30 июня 2017 года, отказавшись переходить в «Ньюкасл Юнайтед».

## Карьера в сборной
Хотя у Сикейры есть итальянское гражданство, которое даёт ему право играть за Италию, Сикейра заявил о своём желании представлять Испанию, так как он получил испанское гражданство в октябре 2013 года.

## Достижения
Бенфика
- Чемпионат Португалии: 2013/14
- Кубок Португалии: 2013/14
- Кубок португальской лиги: 2013/14
- Финалист Лига Европы: 2013/14

Атлетико Мадрид
- Обладатель Суперкубка Испании: 2014